# روبرت شارلبويس
روبرت شارلبويس هو مغن مؤلف وممثل كندي، ولد في 25 يونيو 1944 في مونتريال في كندا.

## وصلات خارجية
- الموقع الرسمي
- روبرت شارلبويس على موقع IMDb (الإنجليزية)
- روبرت شارلبويس على موقع الموسوعة البريطانية (الإنجليزية)
- روبرت شارلبويس على موقع ألو سيني (الفرنسية)
- روبرت شارلبويس على موقع ميوزك برينز (الإنجليزية)
- روبرت شارلبويس على موقع أول موفي (الإنجليزية)
- روبرت شارلبويس على موقع قاعدة بيانات الأفلام السويدية (السويدية)
- روبرت شارلبويس على موقع أول ميوزيك (الإنجليزية)
- روبرت شارلبويس على موقع ديسكوغز (الإنجليزية)
- روبرت شارلبويس على موقع قاعدة بيانات الفيلم (الإنجليزية)
- روبرت شارلبويس على موقع كينوبويسك (الروسية)